# Capac Yupanqui
Capac Yupanqui (Cusco, 1320 – Cusco, 1350) è stato un sovrano dell'epoca protostorica della etnia degli Inca. I dati riguardanti la sua vita sono desunti dai racconti tramandati dai discendenti della sua famiglia e raccolti dai conquistadores spagnoli dopo la conquista dell'impero andino.

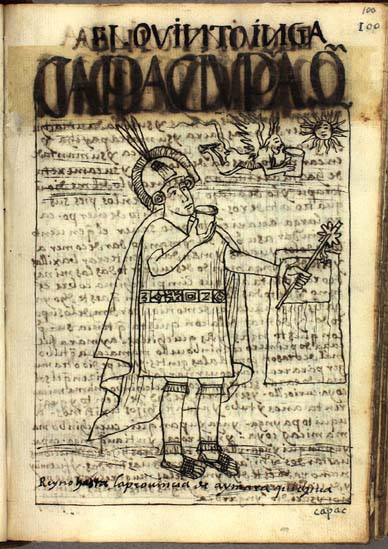
Immagine di Capac Yupanqui secondo Guaman Poma de Ayala, da un disegno del 1615 in Nueva crónica y buen gobierno.

Capac Yupanqui è il quinto sovrano della dinastia dei signori del Cusco ed è l'ultimo monarca della casata degli Hurin-Cuzo. Dopo di lui, i suoi successori apparterranno, infatti, ininterrottamente al lignaggio concorrente degli Hanan-Cuzco, fino alla fine della dinastia.
Questo aspetto del passaggio di potere da uno all'altro lignaggio fa presupporre una lotta intestina, tra le diverse fazioni del Cuzco, in cui sarebbe stato coinvolto lo stesso sovrano o il suo legittimo erede.
In effetti la vita di Capac Yupanqui fu costellata da episodi violenti che lo videro protagonista di lotte, anche accanite, da cui, peraltro, seppe sempre uscire vincitore.

## Lotte per la successione
Tutti gli autori che hanno esaminato la vita di questo sovrano sono concordi nel ritenerlo figlio legittimo di Mayta Capac, ma, in quanto a considerarlo l'erede designato, i pareri sono discordi.
Innanzitutto occorre osservare che i figli di Mayta Capac erano numerosi e, considerato che secondo le istituzioni incaiche il maggiorascato non attribuiva se non una tiepida preferenza,  il diritto alla successione da parte di Capac Yupanqui non poggiava su basi particolarmente solide.
Tra l'altro Sarmiento de Gamboa sostiene che il figlio maggiore di Mayta Capac era un altro, cioè quel Conde Mayta che sarebbe stato scartato dalla successione perché i suoi lineamenti, ritenuti sgraziati, mal si addicevano alla maestà imperiale. In compenso per la sua rinuncia, questo principe sarebbe stato nominato sommo sacerdote, carica questa che non richiedeva una prestanza particolare.
Capac Yupanqui venne così eletto quale Inca supremo, ma la sua investitura incontrò l'opposizione dei suoi numerosi fratelli che si coalizzarono intorno a Tarco Huaman, il più prestigioso di tutti, richiedendone la nomina in sua vece.
La postura era particolarmente pericolosa per il nuovo Inca e, secondo le usanze dell'epoca, la situazione poteva assumere connotati traumatici, significando, al limite, l'inizio di una guerra civile.
Capac Yupanqui si comportò però con consumata saggezza.
Secondo Bernabé Cobo, in luogo di assalire i suoi fratelli, li convocò per esaminare le loro richieste dichiarandosi pronto a confrontarsi con loro e, approfittando della loro costernazione, per questo inusitato modo di agire,  li convinse ad accettarlo come sovrano. Da quel momento essi sarebbero diventati i suoi più sicuri alleati.
Non mancano, per la verità, versioni meno idilliache su questo assunto e alcune di esse sostengono che, l'incondizionata fedeltà di questi fratelli, sarebbe stata ottenuta solo grazie all'eliminazione dei più accaniti tra loro, fatto questo considerato abbastanza normale per l'epoca di cui trattiamo.

## Opere di conquista
Terminata ogni apprensione per le insidie rivolte alla propria sovranità Capac Yupanqui si dedicò al consolidamento del proprio stato e all'espansione dei confini che il suo predecessore e padre gli aveva lasciato.
Sotto di lui iniziò una politica di aggressione alle etnie vicine allo scopo di assoggettarle al potere degli Inca.
Le prime tribù ad essere conquistate furono quelle dei Quechua e degli Aymarà che vennero formalmente inserite in una confederazione che vedeva, però, i signori del Cuzco domini incontrastati della situazione. 
Grazie a questa spinta espansionistica, gli Inca sarebbero arrivati a controllare i luoghi, per loro sacri, delle rive del Titicaca, da cui ritenevano che avesse avuto origine la loro stirpe.
Al di là del semplice ampliamento territoriale, questa felice congiuntura era destinata ad accrescere, con le sue implicazioni psicologiche, il già vasto consenso nei confronti di Capac Yupanqui che, per meglio ribadire il possesso delle acque del grande lago, fece costruire il primo ponte solido sulle rive del suo emissario.

## Concezioni religiose di Capac Yupanqui
L'aspetto magico religioso, di cui la sua epoca era compenetrata, fu particolarmente sentito da Capac Yupanqui.
Una delle leggende che lo riguardano, riportata da Juan Santa Cruz Pachacuti, lo vede impegnato in una lotta mortale con un demonio spaventoso, Cañacguay Yauurirca, che terrorizzava la regione. L'Inca non avrebbe esitato ad affrontarlo entrando, da solo, in una casa in cui si era rifugiato.
Dopo uno scontro verbale, con evidenti connotati magici, il demone sarebbe stato costretto alla fuga lasciando dietro di sé una scia pestilenziale.
La più grande astrazione religiosa, Capac Yupanqui l'avrebbe però compiuta istituendo il culto di Tonapa, una divinità assoluta, sorta dalle acque del sacro Titicaca e nemica di tutte le huaca che riteneva manifestazioni demoniache da combattere.
L'Inca avrebbe consacrato a questa entità il proprio figlio medesimo e avrebbe, in suo nome, combattuto la devozione che i suoi sudditi continuavano a portare alle indistruttibili huaca.
Quest'ultima affermazione è peraltro contraddetta da Guaman Poma de Ayala che, sia pur isolatamente, afferma che l'Inca in questione avrebbe, invece, ampliato il loro culto.
Martín de Murúa invece non riconosce il culto di Tonapa, ma sostiene, per contro, che a Tupac Yupanqui si dovrebbe l'introduzione di quello di Pachacamac o Pacha Yachachic.
Tutti i cronisti concordano, comunque, sull'importanza che il fattore religioso avrebbe assunto sotto il suo regno.

## Conflitti di religione
Quel che è certo è che l'aspetto religioso, durante il regno di Capac Yupanqui, assunse una importanza preponderante giungendo al limite di una contrapposizione conflittuale.
Non siamo in grado di determinare se la situazione di rottura sia stata provocata dalla posizione innovativa, assunta dal sovrano, ma sicuramente gli ultimi anni del suo regno furono angustiati da scontri originati da concezioni di ordine religioso.
L'atteggiamento di Capac Yupanqui ci appare distinto da quello del culto ufficiale e sicuramente questo suo aspetto non poté che essere inviso alla potente classe sacerdotale, comandata, se dobbiamo dare credito a Sarmiento, proprio da quel Conde Mayta che altri non era se non il fratello estromesso dal trono.
Dobbiamo tenere conto anche di questi presupposti per poter spiegare il passaggio di potere dagli Hurin-Cuzco agli Hanan-Cuzco

## Fine di Capac Yupanqui
Secondo Murua, Capac Yupanqui morì avvelenato. Siamo soliti valutare con cautela le affermazioni del frate mercedario, troppo incline a vedere ovunque complotti e congiure, ma questa volta, molti elementi ci inducono a considerare attendibili le sue affermazioni. 
Secondo lui l'avvelenatrice sarebbe stata la sorella Chompo Ocllo che avrebbe agito su istigazione della moglie stessa del sovrano, Cusi Chimo (Chimbo).
Questa Cusi Chimo è, in realtà conosciuta piuttosto come Mama Micay, anche per evitare confusioni in quanto un'altra Cusi Chimo viene indicata come figlia di Capac Yupanqui.
Fin qui non vi sarebbe nulla di singolare, ma è strano, invece, che il successore di Capac Yupanqui prenderà come moglie legittima, all'atto della successione, proprio una principessa di nome Mama Micay. Considerate le difficoltà religiose del sovrano e il suo antagonismo con la classe sacerdotale, non possiamo escludere una sorta di congiura scatenatasi all'interno della stessa famiglia reale per addivenire alla eliminazione del monarca per sostituirlo con qualcuno più vicino alle posizioni ufficiali del culto imperiale.
Non a caso il suo successore sarà Inca Roca, un Hanan Cuzco che per prima cosa sposerà l'avvelenatrice del defunto sovrano e, subito dopo, farà costruire la sua reggia fuori dal recinto dell'Indicancha che resterà sotto il completo dominio dei sacerdoti.
In realtà le cronache indicano un Inca Roca tra i figli di Capac Yupanqui, ma non crediamo che si tratti del futuro regnante.
In questo caso il nuovo sovrano sarebbe appartenuto, lui pure, agli Hurin-Cuzco e non si potrebbe spiegare il passaggio di potere al lignaggio concorrente.
Con ogni probabilità l'Inca Roca, destinato a diventare il sesto sovrano della dinastia, era l'esponente più autorevole degli Hanan-Cuzco che, raggiunto un accordo con la classe sacerdotale, aveva abilmente ordito un complotto all'interno stesso della famiglia del sovrano regnante.
Del resto, questo era l'unico modo per eliminare Capac Yupanqui, visto il credito che il sovrano godeva presso la popolazione.
Capac Yupanqui lasciò, una propria panaca, chiamata Apo Mayta Panaca Ayllo, ancora rappresentata, autorevolmente, all'epoca dell'ingresso degli Spagnoli nell'impero inca.